# Joe Mulbah
Joseph W. Mulbah (1956 - 2011) fue un periodista y político liberiano. Se desempeñó como Ministro de Información, Cultura y Turismo y Ministro de Transporte.

## Juventud y carrera periodística temprana
Mulbah nació en el condado de Montserrado el 26 de junio de 1956. Su familia provenía de Sobblemah, clan Bluyeam, distrito de Zorzor, condado de Lofa. Mulbah se graduó de la escuela secundaria William V. S. Tubman en 1976 y obtuvo una licenciatura en inglés e historia de la Universidad de Liberia en 1983.
Mulbah comenzó su carrera periodística en la estación de radio cristiana ELWA, trabajando en el programa de noticias Window on the World. Se convirtió en el jefe de redacción de noticias de la estación de radio ELWA. En 1985 fue obligado a dejar su cargo tras presiones de la junta militar, tras haber denunciado fraude electoral en las elecciones generales. Llegó a trabajar para el periódico Daily Observer como escritor del personal. En 1987 pasó a trabajar como editor de Sports World Newspaper. Mulbah se desempeñó como secretario general del Sindicato de Prensa de Liberia en la presidencia de Kenneth Y. Best. Mulbah obtuvo una Maestría en Artes en Periodismo de la Universidad de Gales en 1988.

## Años de la guerra civil y entrada en el gobierno
Durante la primera guerra civil liberiana, Mulbah estuvo entre los periodistas alineados con el NPFL que evacuaron a Gbarnga en 1991 cuando el ECOMOG, la AFL y el INPFL expulsaron al NPFL del área de Monrovia. En octubre de 1991 fue declarado presidente interino electo del Sindicato de Prensa de Liberia por los periodistas pro-NPFL reunidos en Gbarnga. Mulbah actuó como portavoz de NPFL. En mayo de 1994 fue nombrado Ministro de Información en el Gobierno Nacional de Transición de Liberia (LNTG), cargo que ocupó hasta agosto de 1995. Fue nuevamente nombrado Ministro de Información, Cultura y Turismo de LNTG en agosto de 1996 y conservaría el cargo en el gabinete de Charles Taylor desde agosto de 1996 en adelante. En abril de 2000, el presidente Taylor suspendió a Mulbah y a su viceministro de Información, J. Milton Teahjay, por un período de siete semanas después de que ambos se pelearan a puñetazos. Si bien Teahjay fue reincorporado más tarde, Mulbah no lo fue.
En 2001, Mulbah fue uno de los 130 funcionarios liberianos cuyo nombre se incluyó en una lista de prohibición de viajar del Consejo de Seguridad de la ONU. Mulbah fue nombrado Ministro de Transporte el 4 de febrero de 2002 y ocupó este cargo hasta 2003.

## Años posteriores
Mulbah llegó a ocupar un puesto de Profesor Asociado en el Departamento de Comunicación Masiva de la Universidad de Liberia, siendo también el presidente del Departamento. En el Departamento de Comunicación Social montó la emisora LUX FM Radio. Fue miembro de la Junta Directiva del Sistema de Radiodifusión de Liberia. A partir de 2011, Mulbah era el director ejecutivo de Sarafina Ventures Company Limited, propietaria de los canales Love FM y Love TV.
Mulbah murió el 11 de noviembre de 2011, mientras se dirigía al Hospital Du-Side en el condado de Margibi. El vicepresidente de Liberia, Joseph Boakai, ofreció sus condolencias a la familia en duelo durante una visita a la residencia de Mulbah en Lower Johnsonville.